# Jackowo-Piaski
Jackowo-Piaski (biał. Яцкава-Пяскі; ros. Яцково-Пески) – wieś na Białorusi, w obwodzie mińskim, w rejonie wołożyńskim, w sielsowiecie Wołożyn, na skraju Puszczy Nalibockiej.
W dwudziestoleciu międzywojennym leżało w Polsce, w województwie nowogródzkim, w powiecie wołożyńskim. 